# Finn Jeltsch
Finn Jeltsch (Alemania, 17 de julio de 2006) es un futbolista alemán que juega de centrocampista en el VfB Stuttgart de la 1. Bundesliga.

## Trayectoria
En 2015 se unió a las categorías inferiores del 1. F. C. Núremberg y el 18 de febrero de 2024 hizo su debut con el primer equipo. Desde entonces participó en todos los encuentros en los que estuvo disponible, llegando a jugar 33 partidos en los que anotó un gol.
El 3 de febrero de 2025 fue traspasado al VfB Stuttgart y firmó hasta junio de 2030.

## Estadísticas

### Clubes
Actualizado al último partido disputado el 24 de mayo de 2025.
| Club                          | Div.          | Temporada     | Liga  | Liga  | Copas nacionales | Copas nacionales | Copas internacionales | Copas internacionales | Total | Total |
| Club                          | Div.          | Temporada     | Part. | Goles | Part.            | Goles            | Part.                 | Goles                 | Part. | Goles |
| ----------------------------- | ------------- | ------------- | ----- | ----- | ---------------- | ---------------- | --------------------- | --------------------- | ----- | ----- |
| 1. F. C. Núremberg · Alemania | 2.ª           | 2023-24       | 13    | 0     | 0                | 0                | ―                     | ―                     | 13    | 0     |
| 1. F. C. Núremberg · Alemania | 2.ª           | 2024-25       | 18    | 1     | 2                | 0                | ―                     | ―                     | 20    | 1     |
| 1. F. C. Núremberg · Alemania | Total club    | Total club    | 31    | 1     | 2                | 0                | 0                     | 0                     | 33    | 1     |
| VfB Stuttgart · Alemania      | 1.ª           | 2024-25       | 12    | 0     | 2                | 0                | ―                     | ―                     | 14    | 0     |
| VfB Stuttgart · Alemania      | Total club    | Total club    | 12    | 0     | 2                | 0                | 0                     | 0                     | 14    | 0     |
| Total carrera                 | Total carrera | Total carrera | 43    | 1     | 4                | 0                | 0                     | 0                     | 47    | 1     |

## Palmarés

### Torneos nacionales
| Título           | Club          | País     | Año  |
| ---------------- | ------------- | -------- | ---- |
| Copa de Alemania | VfB Stuttgart | Alemania | 2025 |